# The Next Episode
«The Next Episode» — пісня американського репера та продюсера Dr. Dre, випущена 4 липня 2000 році як третій сингл з його другого студійного альбому 2001 1999 року. У треку взяли участь Snoop Dogg, Kurupt і Nate Dogg. Це продовження відомого синглу Дре та Снупа «Nuthin' but a 'G' Thang» із дебютного альбому Дре The Chronic 1992 року. Пісня містить семпли «The Edge» Девіда МакКалума та продюсера Девіда Аксельрода, спочатку випущеного в альбомі МакКалума Music: A Bit More Of Me 1967 року.
Пісня посіла 23 місце в Billboard Hot 100.

## Історія створення
Куплети Дре були написані реперами Hittman, The D.O.C. і Ms. Roqю Назва синглу нагадує про грандіозний хіт Дре та Снуп Догга «Nuthin' but a 'G' Thang» 1992 року, у якому Снуп Догґ наприкінці приспіву каже слухачам «просто розслабитися до наступного епізоду» (англ. just chill till the next episode). У Снупа, Дре та Нейта є свої куплети, а Курупт з'являється на приспіві разом зі Снупом і Дре. У пісні є багато відсилань до пісні 2Pac «California Love», яку він виконав із Дре під час роботи на Death Row Records, і до «To Live & Die in L.A.». 
Оригінальна версія пісні була написана Снуп Доггом за участю доктора Дре, і вона мала зовсім інший ритм і інший текст. Спочатку вона вказана на задній обкладинці дебюту Снупа Doggystyle як «Tha Next Episode». Оригінал був довжиною 4:36 і багато разів посилався на «Nuthin' but a 'G' Thang». Тло оригіналу пізніше було використано в пісні Warren G «Runnin' Wit No Breaks» з альбому Regulate...G Funk Era.

## Музичне відео
Музичне відео відбувається в стрип-клубі, де багато стриптизерок танцюють на пілоні. У відео також з'являється багато реперів, зокрема Hittman, Ice Cube, Warren G та Xzibit.

## Живі виконання
Доктор Дре та Снуп Дог багато разів наживо виконували пісню. Відомі виступи включають тур 2000 Up in Smoke Tour і відкриття шоу Super Bowl LVI 13 лютого 2022 року. Дует також виконав пісню під час заключного сегменту внеску Лос-Анджелеса в церемонію закриття літніх Олімпійських ігор 2024 року, і це було посиланням на те, що Лос-Анджелес — «наступний епізод» літніх Олімпійських ігор 2028.

## Ремікси
Ремікс у виконанні Snoop Dogg і Lil' Mo з'явився на мікстейпі DJ Felli Fel Featuring Snoop Dogg - The Heavy Hitters, випущеному в 2002 році. Ремікс із музикою з композиції «Paradise City» Guns N' Roses доступний неофіційно. У 2005 році була випущена версія, названа The Game диссом на адресу 50 Cent. Ремікс під назвою «TNE 2006» був випущений для радіомовлення в 2006 році. У ньому беруть участь Снуп Догг і Нейт Догг. Ремікс Prizefighter був випущений у 2001 році, в якому звучать 2Pac, DMX і Nas. Версія арабською мовою з'явилася у фільмі 2012 року «Диктатор» у виконанні Айви, містера Тіббза та актора Саші Барона Коена як головного героя фільму, генерал-адмірала Аладіна. У листопаді 2014 року треп-продюсер Сан Холо випустив ремікс пісні, яка з того часу зібрала понад 250 мільйонів переглядів на YouTube.
Пісня також здобула велику популярність як інтернет-мем, зокрема через рядок Нейт Догга «Smoke Weed Everyday».

## Список композицій
- UK CD-сингл №1[4]

1. «The Next Episode» (LP Version) – 2:42
2. «Bad Guys Always Die» (за участю Eminem) – 4:38
3. «The Next Episode» (Instrumental) – 2:43
4. «The Next Episode» (Music Video)

- UK CD-сингл №2[5]

1. «The Next Episode» (LP Version) - 2:42
2. «Fuck You» - 3:25
3. «Bang Bang» (Instrumental) - 3:42
4. «Forgot About Dre» (Instrumental) - 3:54
5. «Forgot About Dre» (Music Video)

- 12" вініл[3]

1. «The Next Episode» (LP Version) – 2:42
2. «Bad Guys Always Die» (за участю Eminem) – 4:38
3. «Bang Bang» (за участю Hittman) - 3:42

## Чарти
| Чарт (2000)                               | Пікова позиція |
| ----------------------------------------- | -------------- |
| Австрія (Ö3 Austria Top 75)               | 56             |
| Бельгія (Ultratip Flanders)               | 6              |
| Бельгія (Ultratip Wallonia)               | 9              |
| Канада Canada Radio (Nielsen BDS)         | 36             |
| Франція (SNEP)                            | 22             |
| Німеччина (Media Control AG)              | 34             |
| Ірландія (IRMA)                           | 11             |
| Нідерланди (Dutch Top 40)                 | 28             |
| Нідерланди (Mega Single Top 100)          | 26             |
| Шотландія (Official Charts Company)       | 7              |
| Швейцарія (Media Control AG)              | 34             |
| Велика Британія (Official Charts Company) | 3              |
| Велика Британія (UK Dance Chart)          | 13             |
| Велика Британія (UK R&B Chart)            | 2              |
| США (Billboard Hot 100)                   | 23             |
| США (Hot R&B/Hip-Hop Songs) (Billboard)   | 11             |

| Чарт (2022-2023)                      | Пікова позиція |
| ------------------------------------- | -------------- |
| Канада (Canadian Hot 100)             | 21             |
| Канада Digital Song Sales (Billboard) | 2              |
| Billboard Global 200                  | 35             |
| Угорщина (Single Top 40)              | 15             |
| Швеція Heatseeker (Sverigetopplistan) | 16             |

| Чарт (2000)                        | Позиція |
| ---------------------------------- | ------- |
| США Billboard Hot 100              | 76      |
| США R&B/Hip-Hop Songs (Billboard)  | 49      |
| Чарт (2001)                        | Позиція |
| Ірландія (IRMA)                    | 75      |
| Велика Британія Singles (OCC)      | 79      |
| Велика Британія Urban (Music Week) | 40      |
| Чарт (2022)                        | Позиція |
| США Digital Song Sales (Billboard) | 74      |

## Сертифікації
| Регіон | Сертифікація  | Продажі   |
| --- | ------------- | --------- |
| Данія (IFPI Denmark)                                                                                                   | Платиновий    | 90 000    |
| Німеччина (BVMI) | Золотий       | 250 000   |
| Італія (FIMI) | Платиновий    | 100 000   |
| Велика Британія (BPI)                                                                                                  | 2× Платиновий | 1 200 000 |
| Streaming |               |           |
| Данія (IFPI Denmark)                                                                                                   | Золотий       | 900 000   |
| продажі+прослуховування, що базуються лише на сертифікаціях · лише прослуховування, що базуються лише на сертифікаціях |               |           |